# 谢子长
谢子长（1897年—1935年2月21日），男，陕西安定人，原名世元，又名德元，号浩如，化名秋阳，中国工农红军高级将领，与刘志丹一起开创陕北根据地。在战斗中中負傷而死。

## 生平
谢子长1925年加入中国共产党。后在军阀军队中开展兵运工作，发展党员，成立特别支部。大革命失败后，参加领导了陕西清涧起义，任西北工农革命军游击第一支队副指挥。1928年与刘志丹一起领导渭华起义，成立西北工农革命军，任第二队队长。“九·一八”事变后又与刘志丹一起创建了西北反帝同盟军，任总指挥。反帝同盟军改编为中国工农红军陕甘游击队，任总指挥，开辟了陕甘边革命根据地。后被派往吉鸿昌领导的抗日同盟军中工作。同盟军失败后又回到陕北，任游击总指挥部总指挥。不久，同刘志丹率领的二十六军会合，兼任二十六军四十二师政委。1934年在反“围剿”战争中负重伤。1935年逝世。

## 家庭
子谢绍明，孙谢明。

## 纪念

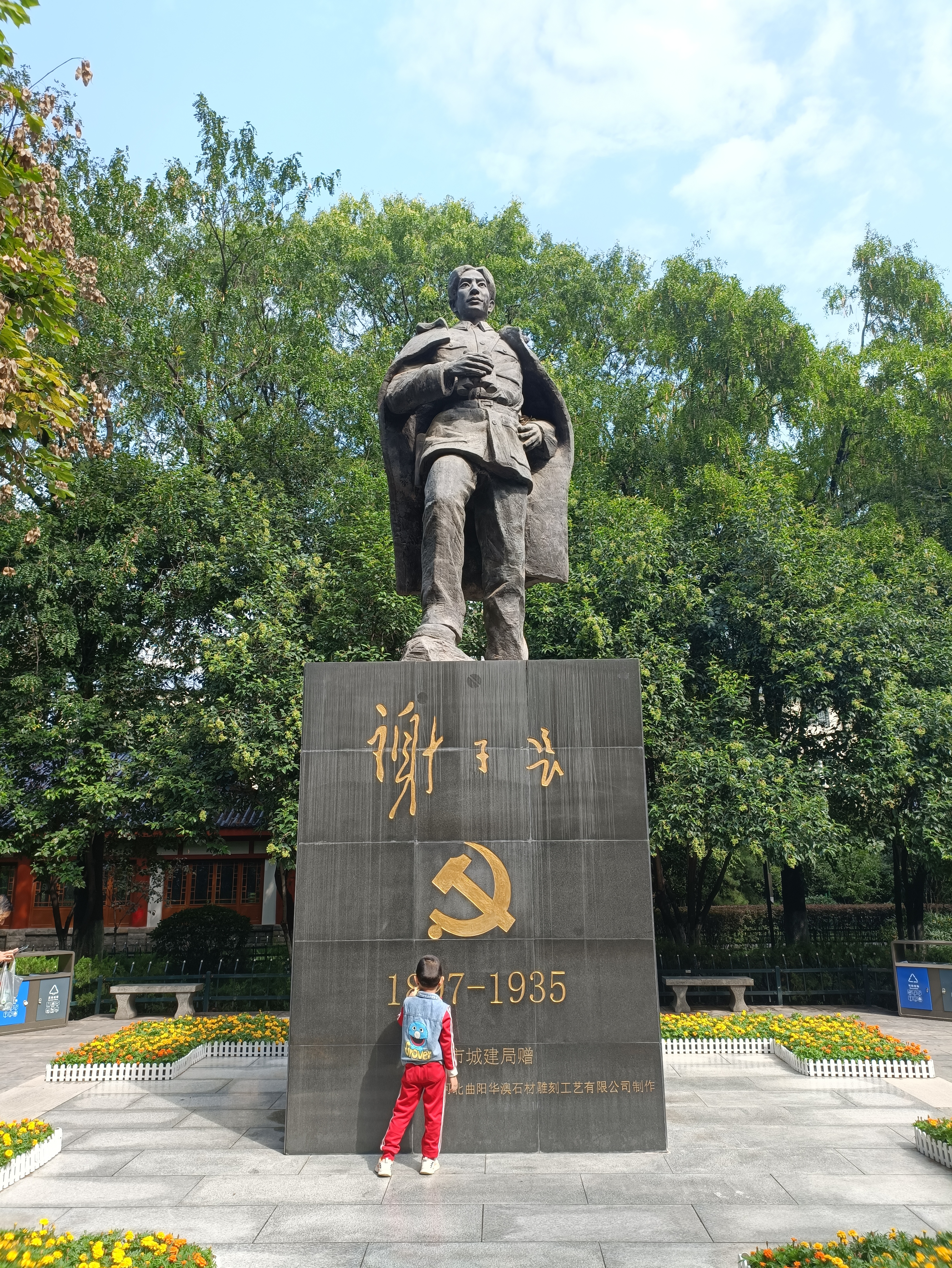
西安革命公园内的谢子长雕像

1934年，中共中央為紀念其功勛，將陝西省安定縣改稱為子長縣。
2009年，他被评选为100位为新中国成立作出突出贡献的英雄模范人物之一。